# Johann Festing
Johann Festing, auch (latinisiert) Joannes Festingius (* 1655 in Lübeck; † 6. August 1691 ebenda) war ein deutscher Rechtswissenschaftler, Hochschullehrer und Rektor.

## Leben
Johann Festing war der Sohn des Lübecker Bürgers und Fleischhauers Simon Festing. Nach dem Schulbesuch auf dem Katharineum zu Lübeck studierte er ab 1673 Rechtswissenschaft an der Universität Rostock. Weitere Studien führten ihn an die Universität Rinteln unter Engelbert Wippermann, wo er 1678 mit der Dissertation Exhibens Agros Ecclesiasticos Et Religiosos zum Doktor der Rechte (J.U.D.) promoviert wurde.
Am 3. Mai 1681 wurde Festing von Herzog Christian Ludwig I. an der Juristischen Fakultät der Rostocker Universität zum herzoglichen ordentlichen Professor der Rechte/Institutionen als Nachfolger Andreas Amsels berufen. Am 30. Juni 1685 trat er erneut die Nachfolge Amsels an, nun als herzogl. ordentl. Professor der Rechte/Pandekten. Zudem wurde Festing Herzoglich Mecklenburgischer Rat und Assessor des Konsistoriums. Er hatte in den Jahren 1689/1690 für drei Semester das Amt des Rektors der Universität inne. Die Nachfolge in der ersten Professur erhielt Albert Willebrand d. J., Nachfolger in der zweiten Professur war Johann von Klein.
Johann Festing war ab 1679 verheiratet mit Anna Ida Soltow (1659–1683), Tochter des Lübecker Domherrn Matthias Soltow († 1678) und dessen Frau Abel Pellicer. In zweiter Ehe war er ab 1684 verheiratet mit Auguste Lucia Mayer (1653–1686) aus Lübeck, seit 1680 Witwe des herzoglich mecklenburgischen Landrats Johann Levin Ferber, Tochter des Juristen und Rats in Lübeck August Meyer und dessen Frau Christina von der Clären. Johann Festing verstarb auf einer Reise in Lübeck am 6. August 1691.